# 長春市
長春市（ちょうしゅん-し/チャンチュン-し、中国語: 长春市、拼音: Chángchūn、英語: Changchun）は、中華人民共和国吉林省に位置する副省級市で同省の省都。総人口約909万人（2022年）。吉林省政府が所在し、省内の政治、経済、文化の中心地となっている。1932年から1945年までは満洲国の首都とされ、新京と呼ばれた。
市内には長春第一自動車製造工場と長春映画製作所が所在し、中国における自動車工業と映画製作の拠点となっている。住民は漢族、満族、朝鮮族、回族、モンゴル族、シベ族など38の民族から構成される。

## 概要
市内には、中国最大規模を誇る吉林大学を含む27の国立大学を抱え、中国科学院長春分院、高い研究開発力を有する中国科学院長春光学精密機械研究所、中国科学院長春応用化学研究所、長春人造衛星観測ステーション、東北地理・農業生態研究所、衛生部長春生物製品所など100余の重点科学研究機構も所在する、中国における重要な研究学園都市であり、科学技術人員の比重は中国でもトップクラスである。
また、北東アジア博覧会、長春映画祭、長春ブックフェア、長春国際モーターショー、長春国際農業食品博覧会など開催し、中国でも有数の会議・展示都市でもある。四季の違いが顕著で「北国春城」の異称を有する。
新京時代に満洲国の首都であったことから、市内には当時の建築物が多く残っている。

## 地理
長春市は吉林省中部、松遼平原に位置する。市の南方の伊通県に源を発する伊通河が市内を貫通して、市の北方で松花江へ流入している。

### 気候
ケッペンの気候区分では亜寒帯冬季少雨気候 (Dwa) に属し、夏は暑く、冬は非常に寒さが厳しい。1月の平均気温は－14.6℃、7月の平均気温は23.3℃である。
| 長春市（1986年 - 2015年）の気候              | 長春市（1986年 - 2015年）の気候 | 長春市（1986年 - 2015年）の気候 | 長春市（1986年 - 2015年）の気候 | 長春市（1986年 - 2015年）の気候 | 長春市（1986年 - 2015年）の気候 | 長春市（1986年 - 2015年）の気候 | 長春市（1986年 - 2015年）の気候 | 長春市（1986年 - 2015年）の気候 | 長春市（1986年 - 2015年）の気候 | 長春市（1986年 - 2015年）の気候 | 長春市（1986年 - 2015年）の気候 | 長春市（1986年 - 2015年）の気候 | 長春市（1986年 - 2015年）の気候 |
| 月                                           | 1月                             | 2月                             | 3月                             | 4月                             | 5月                             | 6月                             | 7月                             | 8月                             | 9月                             | 10月                            | 11月                            | 12月                            | 年                              |
| -------------------------------------------- | ------------------------------- | ------------------------------- | ------------------------------- | ------------------------------- | ------------------------------- | ------------------------------- | ------------------------------- | ------------------------------- | ------------------------------- | ------------------------------- | ------------------------------- | ------------------------------- | ------------------------------- |
| 最高気温記録 °C （°F）                       | 5.6 (42.1)                      | 14.5 (58.1)                     | 23.4 (74.1)                     | 31.9 (89.4)                     | 35.2 (95.4)                     | 36.7 (98.1)                     | 38.0 (100.4)                    | 35.6 (96.1)                     | 30.6 (87.1)                     | 27.8 (82)                       | 20.7 (69.3)                     | 11.7 (53.1)                     | 38.0 (100.4)                    |
| 平均最高気温 °C （°F）                       | −9.5 (14.9)                     | −4.1 (24.6)                     | 4.0 (39.2)                      | 14.4 (57.9)                     | 21.7 (71.1)                     | 26.5 (79.7)                     | 27.6 (81.7)                     | 26.8 (80.2)                     | 22.0 (71.6)                     | 13.7 (56.7)                     | 1.9 (35.4)                      | −7 (19)                         | 11.5 (52.7)                     |
| 日平均気温 °C （°F）                         | −14.6 (5.7)                     | −9.5 (14.9)                     | −1.4 (29.5)                     | 8.5 (47.3)                      | 15.9 (60.6)                     | 21.2 (70.2)                     | 23.3 (73.9)                     | 22.2 (72)                       | 16.2 (61.2)                     | 8.0 (46.4)                      | −2.9 (26.8)                     | −11.7 (10.9)                    | 6.3 (43.3)                      |
| 平均最低気温 °C （°F）                       | −18.9 (−2)                      | −14.5 (5.9)                     | −6.4 (20.5)                     | 2.8 (37)                        | 10.3 (50.5)                     | 16.3 (61.3)                     | 19.4 (66.9)                     | 18.0 (64.4)                     | 11.0 (51.8)                     | 2.9 (37.2)                      | −7.1 (19.2)                     | −15.8 (3.6)                     | 1.5 (34.7)                      |
| 最低気温記録 °C （°F）                       | −36.5 (−33.7)                   | −31.9 (−25.4)                   | −28.0 (−18.4)                   | −15.9 (3.4)                     | −3.1 (26.4)                     | 4.5 (40.1)                      | 10.6 (51.1)                     | 3.9 (39)                        | −3.7 (25.3)                     | −13.4 (7.9)                     | −24.8 (−12.6)                   | −33.2 (−27.8)                   | −36.5 (−33.7)                   |
| 降水量 mm （inch）                           | 4.3 (0.169)                     | 6.1 (0.24)                      | 13.9 (0.547)                    | 24.4 (0.961)                    | 54.2 (2.134)                    | 97.2 (3.827)                    | 166.1 (6.539)                   | 120.8 (4.756)                   | 44.4 (1.748)                    | 22.2 (0.874)                    | 15.0 (0.591)                    | 7.5 (0.295)                     | 576.1 (22.681)                  |
| 平均降水日数                                 | 5.1                             | 4.5                             | 5.9                             | 6.7                             | 10.7                            | 13.6                            | 14.3                            | 11.9                            | 7.9                             | 6.4                             | 6.1                             | 6.8                             | 99.9                            |
| % 湿度                                       | 66                              | 58                              | 51                              | 46                              | 50                              | 62                              | 76                              | 76                              | 66                              | 59                              | 62                              | 66                              | 61.5                            |
| 平均月間日照時間                             | 176.9                           | 200.2                           | 235.6                           | 237.7                           | 257.4                           | 244.6                           | 218.9                           | 234.6                           | 238.0                           | 211.1                           | 167.0                           | 155.4                           | 2,577.4                         |
| 出典：中国气象局 国家气象信息中心 2017-01-01 |                                 |                                 |                                 |                                 |                                 |                                 |                                 |                                 |                                 |                                 |                                 |                                 |                                 |

## 歴史

### 古代
夏周代は粛慎（稷慎とも）の居住地であり、漢晋代にかけては扶余の版図に含まれた。南北朝時代以降は高句麗の北辺とされ、唐代に渤海が建国されるとこの地に扶余府が設置された。
遼代になると東京道竜州黄竜府、金代は上京路済州（後に隆州と改称）が設置された。元朝は開元路を設置、明代になると三万衛とし、後に蒙古科爾部の管轄とした。清初は内モンゴル・ゴルロス旗とされたが、この時代までは遊牧地とされており、本格的な農業が進められたのは1791年（乾隆56年）の山東の農民による入植に始まる。

### 清代末から現代
山東の農民人口が増加したことから1800年（嘉慶5年）、清朝により長春庁が設置され、理事通判、巡検各1名が設置され吉林将軍に属し、1889年（光緒15年）には長春府に昇格している。19世紀末、ロシア帝国が露清密約などに基づいて東清鉄道の支線を敷設したが、日露戦争後のポーツマス条約と満洲善後条約で日本が長春以南の鉄道支線権を譲り受けて南満洲鉄道株式会社を設立、1906年（光緒22年）には長春駅を新設し、交通の要衝として注目が高まる。
南満洲鉄道は、さらに1907年9月から周辺地域を買受けて鉄道付属地の開拓を進め、後に区画整理して新たな商業並びに住宅地を開発、この近代風建築が並んだ新市街が発展していった。

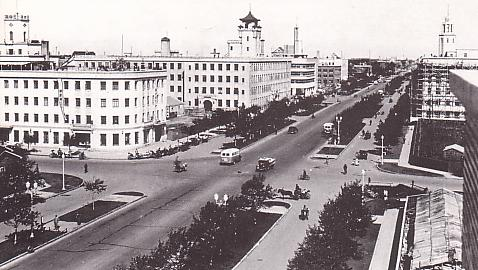
満洲国：新京の街並み

長春は1931年（民国20年）の満洲事変により関東軍の支配下に置かれた。翌年中華民国は新たに長春市を設置したが、同年に満洲国が建国されると実効支配権を喪失、満洲の首都に定められた長春は新京と改称された。満洲国時代は加藤与之吉ら日本人技師による積極的な都市計画が実施され、現在の市街地が形成されていくこととなった。満洲国時代の新京は、新市街とそれを包囲する形で商埠地が置かれ、新たに執政を行う官公所などの多くの公的機関はこの商埠地に設置され、日本による道路や鉄道等の交通インフラの整備により発展した。
1945年（民国34年）にソ連対日参戦で満洲国が崩壊すると新京は再び長春と改称され、ソ連軍の占領下で進出していた中国共産党が同年11月15日に長春市政府を設立して劉居英が市長となる。国共内戦においては毛沢東・林彪軍による長春包囲戦を受け、長春一般市民の2/3にあたる数十万人が餓死する大惨事となる。その結果として1948年からは人民解放軍の勢力下に置かれ、1949年に中華人民共和国が成立すると、長春は吉林省の省都となり現在に至る。

## 行政区画
7市轄区・3県級市・1県を管轄する。
- 市轄区：
  - 南関区・寛城区・緑園区・朝陽区・二道区・双陽区・九台区
- 県級市：
  - 楡樹市・徳恵市・公主嶺市
- 県：
  - 農安県

| 長春市の地図                                                                   |
| ------------------------------------------------------------------------------ |
| 南関区 寛城区 朝陽区 二道区 緑園区 双陽区 九台区 農安県 楡樹市 徳恵市 公主嶺市 |

### 年表
この節の出典

#### 吉林省長春市（第1次）
- 1949年10月1日 - 中華人民共和国吉林省長春市発足。長春区・中華区・浄月区・勝利区・和順区・春陽区・頭道溝区・双徳区・勧農区・寛城区・東栄区を設置。(11区)
- 1950年1月19日 (9区)
  - 勧農区および春陽区の大部分が双陽県に編入。
  - 春陽区の残部が双徳区に編入。
- 1950年5月12日 - 長春県の一部が双徳区に編入。(9区)
- 1950年6月18日 - 長春区・中華区・浄月区・勝利区・和順区・頭道溝区・双徳区・寛城区・東栄区が一区から九区にそれぞれ改称。(9区)
- 1952年10月14日 (18区)
  - 長春県・双陽県の各一部を編入。
  - 市内行政区域の再編により、一区から十八区までの区が成立。
- 1953年7月8日 - 長春市が吉林省より離脱、直轄市の長春市となる。

#### 長春市
- 1953年7月8日 - 長春市が吉林省より離脱、直轄市の長春市となる。
- 1954年6月19日 - 吉林省に編入され、吉林省長春市となる。

#### 吉林省長春市（第2次）
- 1954年6月19日 - 長春市が吉林省に編入され、吉林省長春市となる。
- 1954年8月 (15区)
  - 十六区・十七区が徳恵県に編入。
  - 十八区が農安県に編入。
- 1955年5月11日 (10区)
  - 一区が長春区に、二区が頭道溝区に、三区が南関区に、四区が朝陽区に、五区が二道河子区に、六区が寛城区にそれぞれ改称。
  - 七区および十四区の一部が合併し、興隆山区が発足。
  - 八区および九区・十区の各一部が合併し、范家店区が発足。
  - 十一区および九区の残部・十区の残部が合併し、大屯区が発足。
  - 十二区および十三区・十四区のそれぞれ一部が合併し、浄月区が発足。
  - 十三区の残部・十四区の残部が双陽県に編入。
  - 十五区が九台県に編入。
- 1957年3月28日 - 大屯区・浄月区・興隆山区・范家店区が合併し、郊区が発足。(7区)
- 1957年6月1日 (5区)
  - 長春区が南関区に編入。
  - 頭道溝区が寛城区に編入。
- 1958年2月15日 - 公主嶺専区懐徳県の一部が大屯区に編入。(5区)
- 1958年10月22日 - 公主嶺専区伊通県の一部が浄月区に編入。(5区)
- 1958年10月23日 - 公主嶺専区楡樹県・九台県・農安県・徳恵県・双陽県を編入。(5区5県)
- 1961年 - 郊区の一部が朝陽区に編入。(5区5県)
- 1965年11月29日 (5区5県)
  - 四平専区懐徳県、白城専区長嶺県の各一部が農安県に編入。
  - 農安県の一部が白城専区長嶺県に編入。
  - 郊区の一部が二道河子区・南関区・朝陽区・寛城区に分割編入。
- 1966年1月10日 - 楡樹県・農安県・九台県・徳恵県・双陽県が徳恵専区に編入。(5区)
- 1969年1月20日 - 寛城区・朝陽区・南関区・二道河子区の各一部が郊区に編入。(5区)
- 1969年7月3日 - 徳恵専区楡樹県・農安県・九台県・徳恵県・双陽県を編入。(5区5県)
- 1982年8月2日 - 楡樹県・農安県・九台県・徳恵県・双陽県が徳恵地区に編入。(5区)
- 1983年8月30日 - 徳恵地区楡樹県・農安県・九台県・徳恵県・双陽県を編入。(5区5県)
- 1983年12月22日 - 郊区の一部が寛城区・朝陽区・南関区・二道河子区に分割編入。(5区5県)
- 1985年12月19日 (5区5県)
  - 郊区の一部が寛城区に編入。
  - 南関区の一部が二道河子区に編入。
- 1988年8月30日 - 九台県が市制施行し、九台市となる。(5区1市4県)
- 1990年12月26日 - 楡樹県が市制施行し、楡樹市となる。(5区2市3県)
- 1994年7月6日 - 徳恵県が市制施行し、徳恵市となる。(5区3市2県)
- 1995年7月6日 (6区3市1県)
  - 南関区の一部が寛城区に編入。
  - 二道河子区が二道区に改称。
  - 郊区の一部が朝陽区・寛城区・南関区・二道区に分割編入。
  - 双陽県の一部が二道区に編入。
  - 郊区の残部および朝陽区・寛城区の各一部が合併し、緑園区が発足。
  - 双陽県の残部が区制施行し、双陽区となる。
- 2005年7月30日 (6区3市1県)
  - 九台市の一部が二道区に編入。
  - 農安県の一部が寛城区に編入。
- 2005年8月5日 - 徳恵市の一部が寛城区に編入。(6区3市1県)
- 2005年12月8日 (6区3市1県)
  - 二道区の一部(英俊鎮の一部)が南関区に編入。
  - 南関区の一部(浄月街道の一部)が二道区に編入。
- 2014年10月20日 - 九台市が区制施行し、九台区となる。(7区2市1県)
- 2020年6月5日 - 四平市公主嶺市を編入。(7区3市1県)

#### 懐徳専区
- 1956年7月3日 - 懐徳県・楡樹県・農安県・扶余県・徳恵県・九台県・梨樹県・伊通県・双陽県・西安県を編入。懐徳専区が成立。(10県)
  - 西安県が東遼県に改称。
- 1956年10月6日 - 懐徳専区が公主嶺専区に改称。

#### 公主嶺専区
- 1956年10月12日 - 懐徳県の一部が分立し、公主嶺市が発足。(1市10県)
- 1956年11月8日 - 徳恵県の一部が楡樹県に編入。(1市10県)
- 1957年7月23日 (1市10県)
  - 九台県の一部(泡子郷・吉家郷・布海郷・双廟子郷・昇陽郷・長山郷)が徳恵県に編入。
  - 徳恵県の一部(太合郷・義合郷・城子街郷)が九台県に編入。
- 1958年2月15日 - 懐徳県の一部が長春市大屯区に編入。(1市10県)
- 1958年3月21日 - 楡樹県の一部が黒龍江省五常県に編入。(1市10県)
- 1958年10月22日 - 伊通県の一部が長春市浄月区に編入。(1市10県)
- 1958年10月23日 
  - 楡樹県・九台県・農安県・徳恵県・双陽県が長春市に編入。
  - 扶余県が白城専区に編入。
  - 公主嶺市・懐徳県・梨樹県・伊通県・東遼県が四平専区に編入。

#### 徳恵専区（1966年-1969年）
- 1966年1月10日 - 長春市楡樹県・農安県・九台県・徳恵県・双陽県を編入。徳恵専区が成立。(5県)
- 1969年7月3日 - 楡樹県・農安県・九台県・徳恵県・双陽県が長春市に編入。

#### 徳恵地区（1982年-1983年）
- 1982年8月2日 - 長春市楡樹県・農安県・九台県・徳恵県・双陽県を編入。徳恵地区が成立。(5県)
- 1983年8月30日 - 楡樹県・農安県・九台県・徳恵県・双陽県が長春市に編入。

#### 公主嶺市
- 1985年2月4日 - 四平市懐徳県が地級市の公主嶺市に昇格。(1市1県)
  - 四平市伊通県を編入。
- 1985年12月19日 - 公主嶺市・伊通県が四平市に編入。

## 住民
中国東北部の他の都市と同様に、漢民族が大多数（96.57パーセント）を占め、他民族は満洲族2.0、朝鮮族0.69、回族0.61、モンゴル族0.16パーセントとなっている。

## 文化

### 方言
長春市の言葉は中国語東北方言で、闖関東民族移動により河北省・山東省の方言の影響を受けてきた。しかし、長春の経済的な発展に伴い、各地から様々な言語の話者が集まってきたため、現在では普通話に近いものになっている。

### 宗教
長春には中国の五大宗教、すなわち仏教、道教、カトリック、プロテスタント、イスラム教が見られる。護国般若寺（中国語）、地蔵寺、長春文廟（中国語）、長春天主教堂、長春キリスト教会、長春大寺など、政府公認の宗教施設が396施設ある。
満洲族の間では、独特なシャーマニズムが守られてきたが、現代ではほとんど残っていないとされる。

### 文化施設
- 偽満皇宮博物院
- 南湖公園
- 長春電影城
- 長春電影制片廠（中国語版）
- 長春映画村（長影世紀城）
- 長春世界彫塑公園

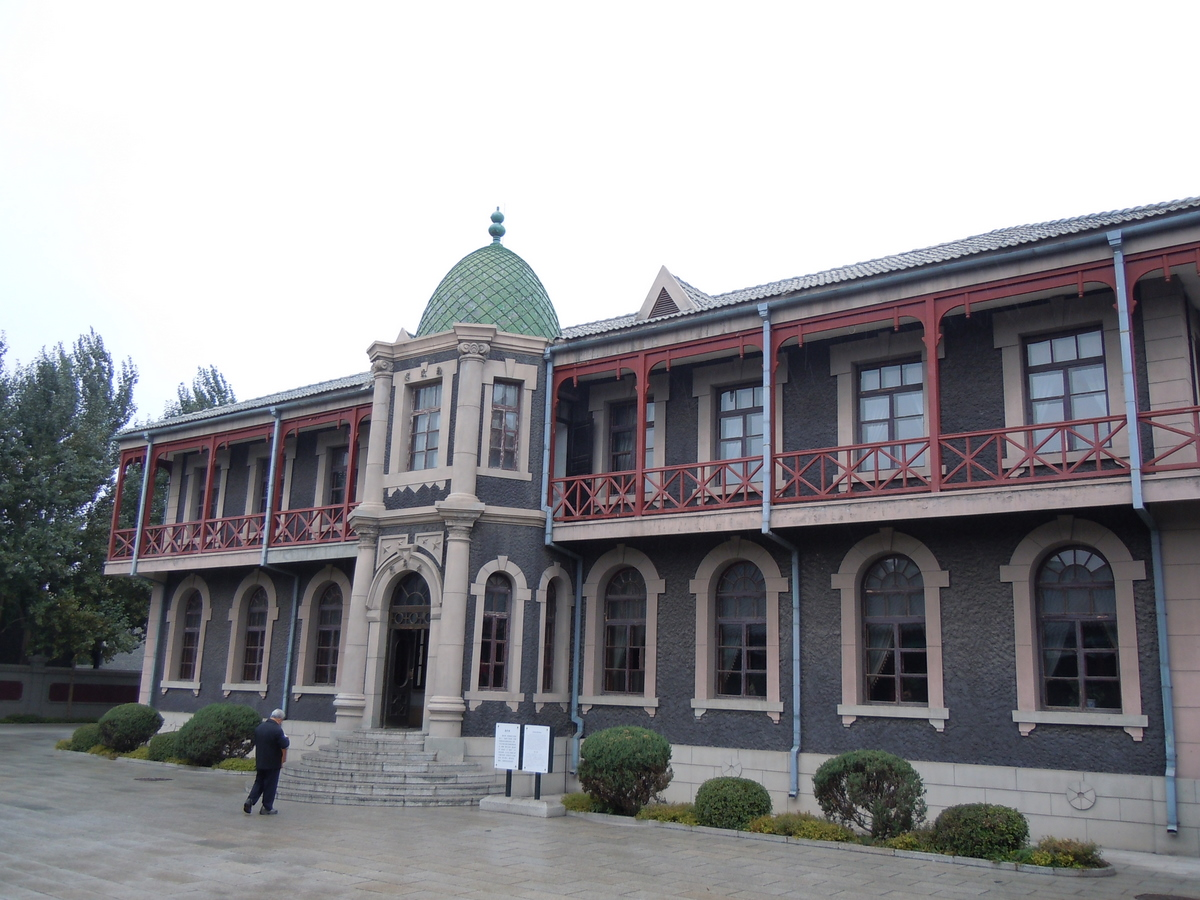
偽満皇宮博物院

- 八大部 - 旧満洲國政府の治安部、司法部、経済部、交通部、興農部、文教部、外交部、民生部の建物群
- 旧関東軍司令部
- 長春蓮花山スキー場
- 長春淨月潭スキー場
- 長春孔子文化園
- 吉林省図書館
- 長春地質宮博物館

## 経済
長春は中国東北部の主要都市のひとつとして、また吉林省の首都として、あらゆる産業が盛んである。

### 農業・漁業・林業
市内の伊通河流域は肥沃であるため、都市化が進んでいるものの、郊外では農業が盛んである。吉林省ではトウモロコシ、大豆、米が主要作物である。南郊漁場などで淡水魚の養殖も行われている。長春は「東北の三宝」（薬用人参、貂の毛皮、鹿の袋角）の集積地でもある。

### 工業
自動車産業（第一汽車など）が最大の製造業であり、外国の自動車会社（フォルクスワーゲン、アウディ、トヨタ、マツダなど）との合弁会社による製造も盛んで、自動車の裾野産業の企業も多数ある。飲料産業（百事可楽など）、製薬業（長春和平製薬など）、紡績業（銀竜集団など）、鉄道車両製造（中国北車集団の長春軌道客車）などもある。

#### 特別産業区
特別産業区には、以下の5区があり、共に国内外の企業を誘致している。
- 長春経済技術開発区

南東郊外、伊通河の東側に位置する。
- 長春高新技術（ハイテク）産業開発区

南西郊外、鉄道の東側に位置する。
- 長春汽車（自動車）産業園

やはり南西郊外、鉄道の西側で、古い地区。
- 長春浄月経済開発区

南東郊外、浄月潭森林公園、偽満皇宮博物院、長影世紀城など代表的な旅行レジャー産業体系を形成した。
- 長春南部都市経済開発区

長春市都市中心路人民大街の南端に位置する。

### サービス業
交通関連産業、流通業、商業も盛んである。市内南西地区にある長春欧亜売場 (Eurasia Shopping Mall) はアジア最大のショッピングセンターである。満洲国時代からある映画産業（長春映画製作所）は有名で、そのテーマパーク（長春電影城や長影世紀城など）もある。

## スポーツ
- 中国サッカー・スーパーリーグのプロチーム長春亜泰、中国プロバスケットボールリーグのチーム吉林ノースイーストタイガースの本拠地。
- 2007年1月28日 - 2月4日の会期で、アジア冬季大会が開催された。
- 2003年より、クロスカントリースキーの大会「バーサーロペット・チャイナ」が開かれている。

## 教育

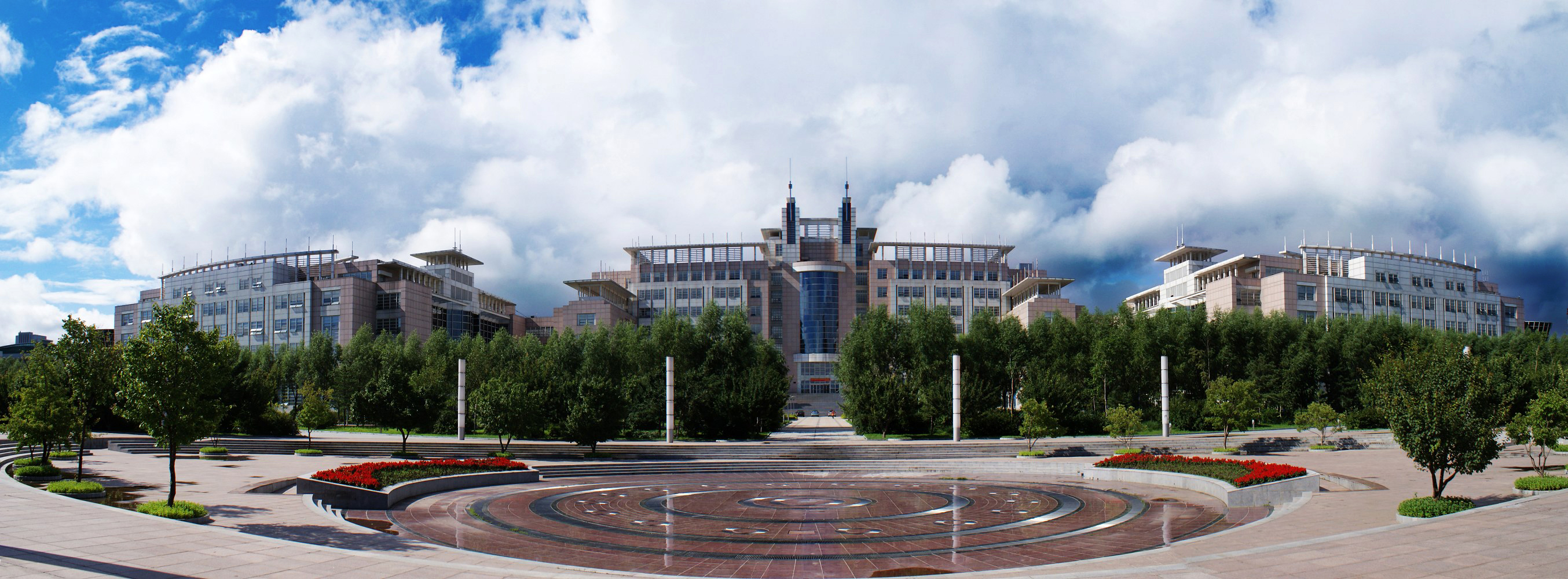
吉林大学

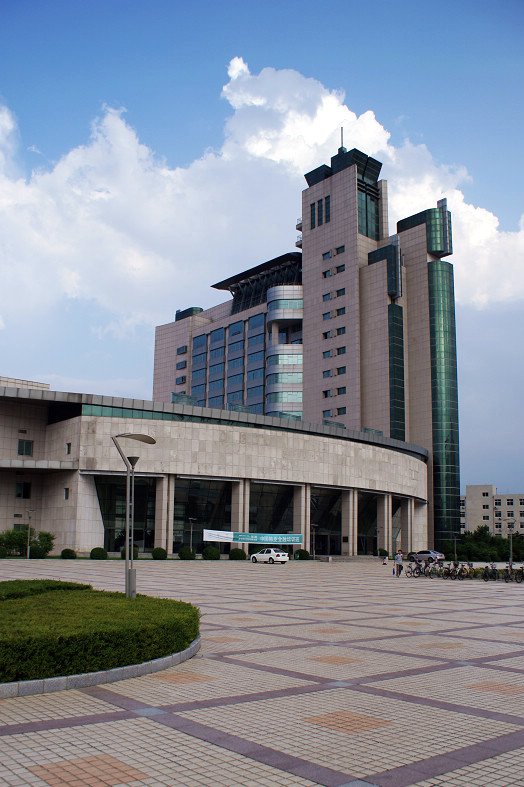
吉林大学

- 吉林大学
- 長春工業大学
- 長春理工大学
- 吉林農業大学
- 東北師範大学
- 長春大学
- 吉林華橋外国語学院
- 長春中医薬大学
- 長春工程学院
- 長春税務学院
- 長春師範学院
- 長春財経学院
- 吉林外国語大学
- 吉林芸術学院
- 吉林体育学院
- 吉林工商学院
- 吉林警察学院
- 長春光華学院
- 長春東方職業学院
- 長春建筑学院
- 長春科技学院
- 長春健康職業学院
- 東北師範大学人文学院
- 長春大学旅行学院
- 長春工業大学人文信息学院
- 吉林建築工程学院
- 吉林工程技術師範学院
- 吉林水利电力職業学院
- 吉林城市職業技术学院
- 吉林建筑科技学院
- 吉林動画学院
- 長春医学高等専科学校
- 長春金融高等専科学校
- 長春自動車工業高等専科学校
- 長春師範高等専科学校
- 長春職業技術学院
- 吉林商業高等専科学校
- 吉林糧食高等専科学校
- 吉林公安高等専科学校
- 吉林財税高等専科学校
- 吉林交通職業技術学院
- 吉林司法警官職業学院

## 軍事
- 中国人民解放軍空軍航空大学
- 中国人民解放軍装甲兵技術学院

## 交通

### 航空

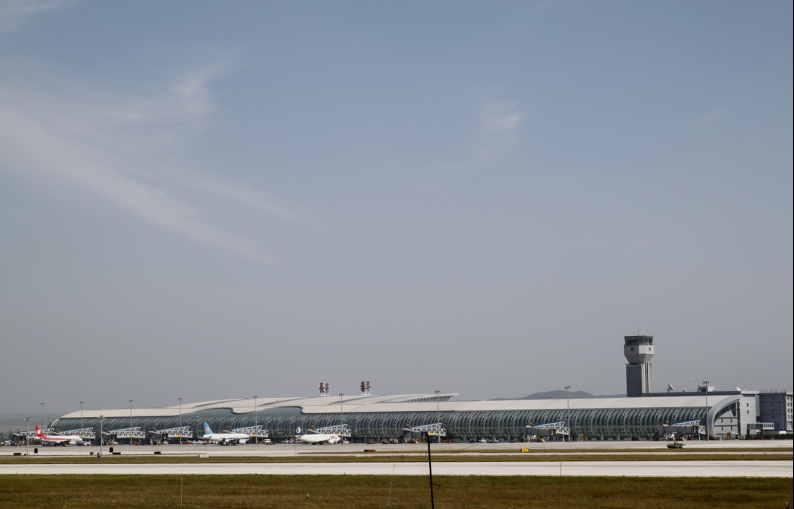
長春龍嘉国際空港

- 長春龍嘉国際空港と以下の都市との間に航空便が就航している。
  - 国際線 - 東京（成田）、大阪（関空）、名古屋（中部国際空港）、仙台、札幌（新千歳空港・チャーター便）、福岡（休航中）、ソウル（仁川）、釜山（休航中）、ウラジオストク（休航中）、バンコク（チャーター便）、台北、香港
  - 国内線 - 北京、上海、大連、広州、西安、福州、杭州、アモイ、南京、武漢、鄭州、青島、済南、石家荘、ウルムチなど

### 鉄道

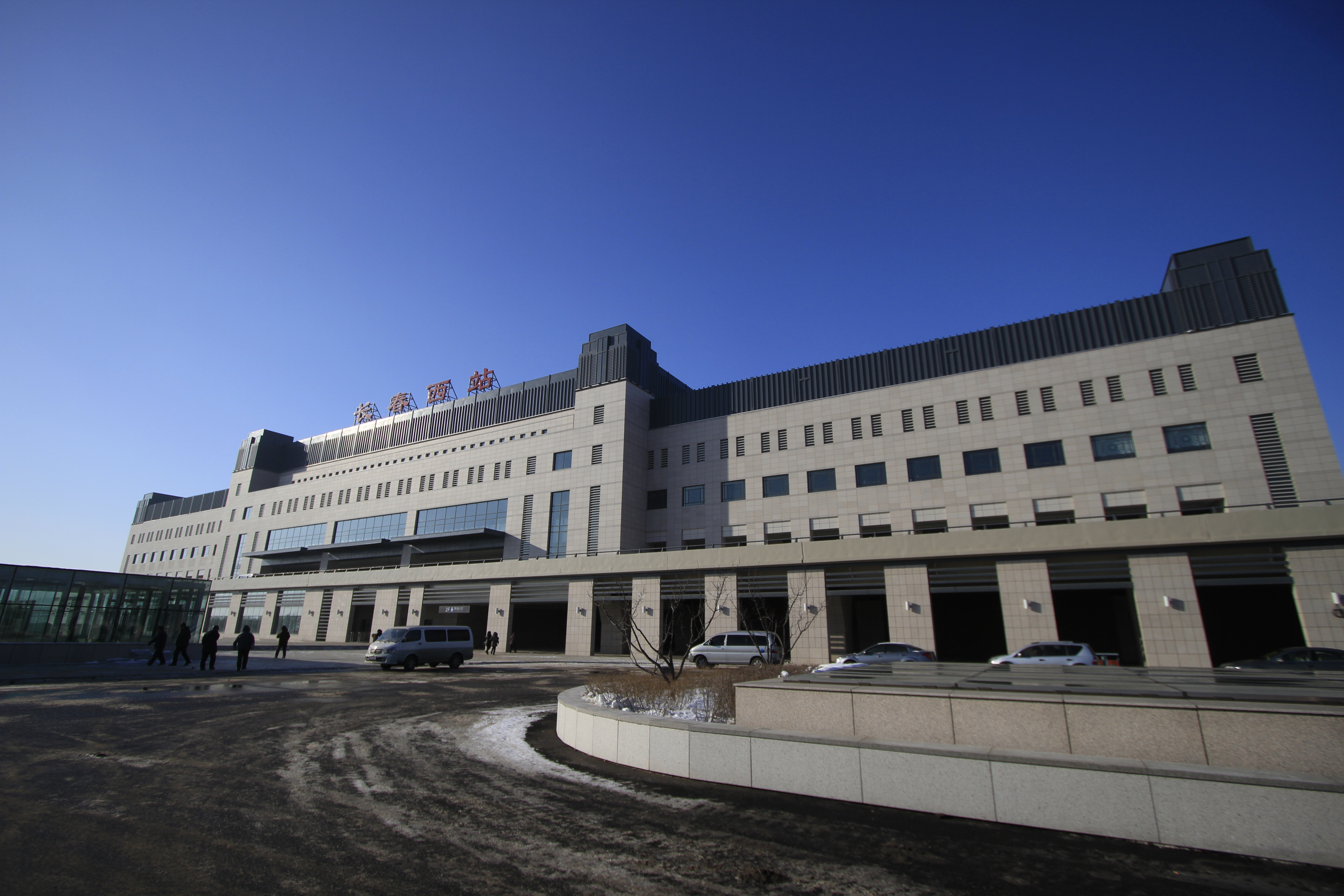
長春西駅

- 中国鉄路総公司
  - 主要駅　-　長春駅、長春北駅、長春西駅
  - 哈大旅客専用線
  - 哈大線
  - 京哈旅客専用線
  - 京哈線
  - 長琿都市間鉄道
  - 長図線
  - 長白線（中国語版）
  - 陶舒線（中国語版）
  - 長双煙線（中国語版）
  - 双白線（中国語版）
- 長春軌道交通（地下鉄）
  - 1号線
  - 2号線
  - 3号線
  - 4号線
  - 8号線
- 長春有軌電車54路、55路

### 道路
- 高速道路
  - 京哈高速道路
  - 琿烏高速道路
  - 長深高速道路
  - 長春環状高速道路
  - 撫長高速道路
  - 五右高速道路
- 国道
  - G102国道
  - G202国道
  - G302国道

## 姉妹都市
- ノヴィ・サド（セルビア）
- ミンスク（ベラルーシの首都）
- ウィンザー（カナダ）
- ジリナ（スロバキア）
- 蔚山広域市（韓国）
- リトルロック（アメリカ合衆国）
- ウラン・ウデ（ロシア）
- マスタートン（ニュージーランド）
- 清津市（朝鮮民主主義人民共和国）
- ムーラ（スウェーデン）
- ヴォルフスブルク（ドイツ）
- モントルイユ（フランス）
- ティフアナ（メキシコ）
- ヌーク（デンマーク領グリーンランド）

### 友好都市
- 仙台市（日本国）
- 金ケ崎町（日本国）
- 千歳市（日本国）

## ゆかりの人物
| - 愛新覚羅溥儀（満洲国皇帝） - 愛新覚羅溥傑（満洲国陸軍中校、満洲国皇帝の弟） - 嵯峨浩 （「流転の王妃」、愛新覚羅溥傑の妻） - 愛新覚羅慧生（溥傑の長女） - 福永嫮生（生まれは東京、溥傑の次女） - 遠藤誉（物理学者、作家） - 劉暁波（作家、2010年度ノーベル平和賞） - 浅丘ルリ子（女優） - 山口淑子（李香蘭、女優、日本の政治家） - 甘粕正彦（満映理事長） - 森繁久彌（俳優） - 川島芳子（清朝の皇族粛親王の第十四王女） - 芦田伸介（俳優） - 朝比奈隆（指揮者） - 岸信介（元日本国総理大臣） - 椎名悦三郎（日本の政治家） - 朴正煕（元大韓民国大統領） - 鮎川義介（日本の実業家、政治家） - 東條英機（元日本総理大臣） - 山田一雄（指揮者、作曲家） - 白善燁（元大韓民国参謀総長） - 松岡洋右（日本の政治家） - 伊東正義（元日本外務大臣、内閣総理大臣臨時代理、内閣官房長官を歴任） - 丁一権（元大韓民国外交部長官、国務総理、国会議長を歴任） - 十河信二（元日本国鉄総裁） - 星野直樹（日本の政治家） - 内田吐夢（映画監督） - 李洪志（法輪功の創始者） - 木暮実千代（日本の女優） - 浜崎真二（日本の野球選手、満洲映画協会社員） - ハヤフサヒデト（日本の俳優、映画監督） - 小松方正（日本の俳優、声優） - 山田洋次（日本の映画監督） - 江沢民（元中国共産党総書記、中国国家主席） - 北見けんいち（日本の漫画家） - 草野仁（日本の司会者） - 五木寛之（日本の作家、作詞家、作曲家） - 赤木春恵（日本の女優） - 貞永方久（日本の映画監督） - 宝田明（日本の俳優） - 小澤俊夫（日本のドイツ文学者、筑波大学名誉教授） - 雷振邦（中国人作曲家） - 小澤開作（日本の歯科医師） - 藤原正彦（数学者） - 根岸英一（日本の化学者、2010年度ノーベル化学賞） - 劉賓雁（アメリカ在住ノンフィクション作家） - 王家瑞（中国共産党中央対外連絡部委員長） - 劉燁（中国の俳優） - 王力雄（作家） - 婉容（満洲国の皇后) - 謝介石（満洲国の初代外交部総長） - 吉岡安直（日本の陸軍中将） - 羅振玉（満洲国の考古学者、教育者） - 煕洽（満洲国の政治家） - 張景恵（満洲国の政治家） - 渥美東洋 | - ゲンリフ・リュシコフ（ソ連秘密警察の幹部） - 鄭孝胥（満洲国の政治家） - 邢士廉（満洲国の軍人） - 王大珩（中国の科学者） - 金紅光（中国の科学者） - 唐傲慶（中国の科学者） - 李四光（中国の科学者） - 楠部大吉郎 - 佐野利器 - 山崎元幹 - 後藤新平 - 竹田宮恒徳王 - 秩父宮雍仁親王 - 譚玉齢 - 工藤忠 - 石原莞爾 - 大塚有章 - 姜英勲（元大韓民国総理） - 作田荘一 - 辻政信 - 作田啓一 - 尾高亀蔵 - 足立篤郎（元日本国農林大臣、科学技術庁長官） - 宇田博 - 平泉澄 - 崔南善 - 林信太郎（元ジャスコ副会長、元通産官僚） - チムトシムベロ - 崔圭夏（元大韓民国大統領） - 三原朝雄（元日本衆議院議員、文部大臣、防衛庁長官、総理府総務長官を歴任） - 糸居五郎 - 吉田悳 - 仁智栄坊 - 橋本龍太郎（元日本国内閣総理大臣、在任時、市内の白求恩医科大学（のち吉林大学に統合）付属病院を含む、建設資金を無償貸付） - 田中角栄（元日本国内閣総理大臣） - 阪谷希一 - 遠藤柳作 - 竹本孫一 - 大達茂雄（元日本国内務大臣・文部大臣） - 趙欣伯 - 臧式毅 - 布村一男 - 大谷俊夫 - 王洪文（四人組の一人） - 黄晳暎（韓国の作家） - 浦克（中国の俳優） - 王心斎 - 于藍（中国の俳優） - 于彦夫（中国の映画监督） - 蘇里（中国の映画监督） - 喬羽（中国の作家） - 袁乃晨（中国の俳優、映画监督） - 王家乙（中国の映画监督） - 尹升山（中国の指揮者） - 蒔田尚昊(冬木透)（日本の作曲家） - 安芸雅史（ミュージカル俳優） |